# Жаба прудка
Жаба прудка (Rana dalmatina) — вид земноводних родини жаб'ячих (Ranidae). Один із 3 видів роду у фауні України. Поширений у Західній і Центральній Європі, у тому числі в кількох західних областях України. Раритетний вид, занесений до Червоної книги України та ряду інших природоохоронних документів.

## Опис
Струнка жаба середнього розміру, до 90 мм завдовжки, з відносно великою головою (відношення L./L.c. = 2,3—2,4, де L. — довжини тіла, L.c. —  довжина голови) і довгими задніми кінцівками (вони заходять скоковим — надступаковогомілковим — суглобом за кінець морди; відношення L./Т. = 1,51—1,75, де Т. — довжина гомілки). Голова трохи загострена. Очі великі, випуклі. Відношення відстані між очами до відстані від ока до кінця морди (Sp.o./D.r.o.) складає 0,80—1,09. Барабанна перетинка велика, величиною приблизно відповідає розмірам ока (відношення L.o./L.tym = 1,4—2,7,  де L.o. — довжина ока, L.tym — довжина барабанної перетинки). П'ятковий бугор відносно великий, високий, овальний (відношення D.p./C.int. = 1,9—3,4, де D.p. — довжина першого пальця задньої ноги, C.int. — довжина п'яткового бугра). Шкіра гладенька.
Резонатори в самців відсутні, вони відрізняються від самок дещо стрункішим тілом, і в сезон нересту в них на перших пальцях передніх кінцівок розвиваються шлюбні мозолі сіро-жовтого кольору.
Забарвлення тіла схоже з іншими видами бурих жаб і характеризується переважанням бежевих, охристих, світло-коричневих, шоколадно-коричневих, буро-оливкових або бурих тонів, на межі голови й тулуба розвинена темна L-подібна пляма, є спинно-бокові складки. По спині звичайно розкидана невелика кількість темних плям і цяток з розмитими краями. Іноді візерунок на спині зовсім відсутній. Починаючи від ніздрів і далі з обох боків через область очей та барабанних перетинок простягаються коричневі скроневі смуги. На задніх кінцівках зазвичай розвинені поперечні темні смуги. Черево однотонно світле, іноді з рожевим відтінком, стає яскраво-рожевим після відлову жаби.
На відміну від усіх інших видів жаб фауни України личинки жаби прудкої посередині верхньої щелепи мають круглий чорний горбок. В їхньому забарвленні зверху переважають світло-коричневі тони, червонувато-сітчастий візерунок із золотистими вкрапленнями на боках та знизу. Загальна довжина пуголовків перед метаморфозом досягає 60 мм, при цьому хвіст перевищує розміри тулуба в 2—2,5 рази.

## Мінливість

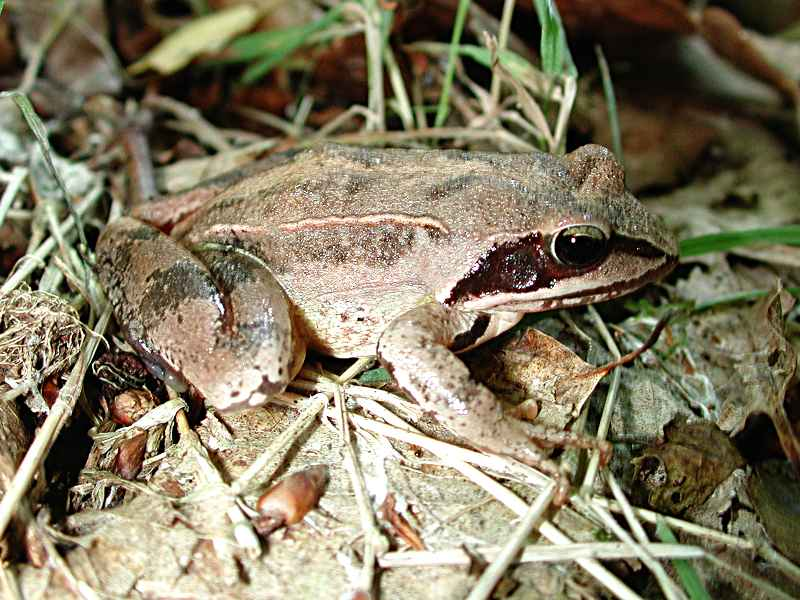

Забарвлення спини варіює індивідуально та в залежності від віку. Деякі жаби мають густий крапчастий візерунок, тоді як інші взагалі позбавлені крапок. Ймовірно, поліморфізм забарвлення спини в жаби прудкої виражений слабкіше, ніж в інших бурих жаб.
Жаби закарпатської популяції характеризуються переважанням напівплямистого фенотипу (hM, 55,6%), чисельність плямистої (М) морфи становить 40,4 %, близько 4 % не мають плям зовсім (U). Що ж до візерунка «крапчастість», то він відзначений лише в одної з 275 особин цієї вибірки, а напівкрапчастість — у 6. Наявність дорсомедіальної смуги не відзначена.
Каріотип жаби прудкої із Закарпаття представлений 26-хромосомним набором (2n = 26, NF = 52), на декількох метафазних пластинках виявлені вторинні перетяги на короткому плечі 3 та довгому плечі 5 пари хромосом. Є свідчення, що ядерцевий організатор, звичайно пов'язаний із вторинним перетягом, у жаби прудкої локалізований на довгому плечі 3 пари хромосом.
Порівняння хромосомного набору цього виду з жабою гостромордою (Rana arvalis) показало, що при різній кількості хромосом у диплоїдному наборі порівняно з гостромордою жабою (у R. arvalis 2n = 24), вторинний перетяг в обох видів локалізований на 2-й парі хромосом. Крім того, слід вказати на те,що незважаючи на відмінності в центромерних індексах жаб прудкої і трав'яної, відносна довжина хромосом в обох видів не відрізняється.
Дистанція Нея між жабами прудкою та гостромордою коливається в межах 0,699—0,703, а порівняно з жабою трав'яною  — від 0,613 до 0,651. Данні інших досліджень відрізняються: дистанція Нея між жабами прудкою та гостромордою становить 0,439—0,500, цей показник з трав’яною жабою — 0,274—0,276.

## Поширення

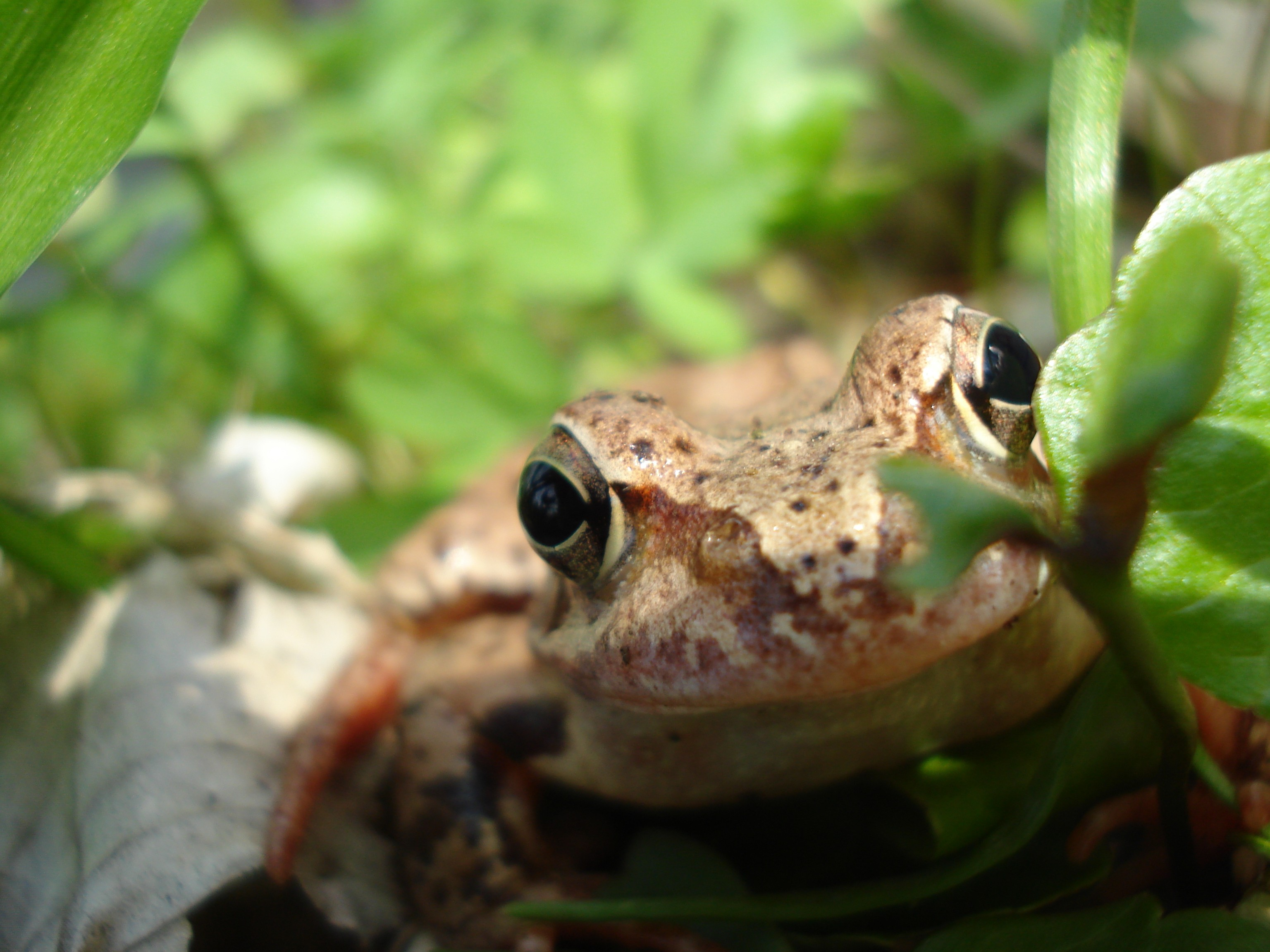
Жаба прудка, околиці Ужгорода

Типовий європейський вид. Ареал охоплює простір від північної Франції та півдня Швеції на захід до північного сходу Іспанії, на півдні захоплює практично увесь Балканський та більшу частину Апеннінського півостровів (немає на Сардинії та Сицилії); на сході ареал обмежений Карпатами, Молдовою та сусідніми з нею західними районами України. Трапляється на крайньому північному заході Туреччини.
Вважалося, що в Україні жаба прудка поширена лише в Україні (ендемічний вид на східній межі ареалу). Згодом, при вивченні сусідніх регіонів (Молдова), було зроблено висновок, що амфібії цього виду тут відсутні. Однак дослідження фондових колекцій Зоологічного музею НАН України показали, що це не так, і цей вид присутній у фауні Молдови (Суворовський район, околиці. с. Олонешти). Більше того, польові дослідження В. Ремінного в 2006 р. в суміжній з Молдовою Вінницькій області (Ямпільський р-н, окол. с. Михайлівка), показали перебування тут жаби прудкої. Наступний цитологічний аналіз виявив наявність властивих цьому видові 26 хромосом у диплоїдному наборі. У 2007 р. жаби також знайдені в околицях м. Сторожинець (також підтверджено каріологічно) і Н. Смірновим біля м. Чернівці, а також у Придністров'ї.

## Місця перебування. Чисельність

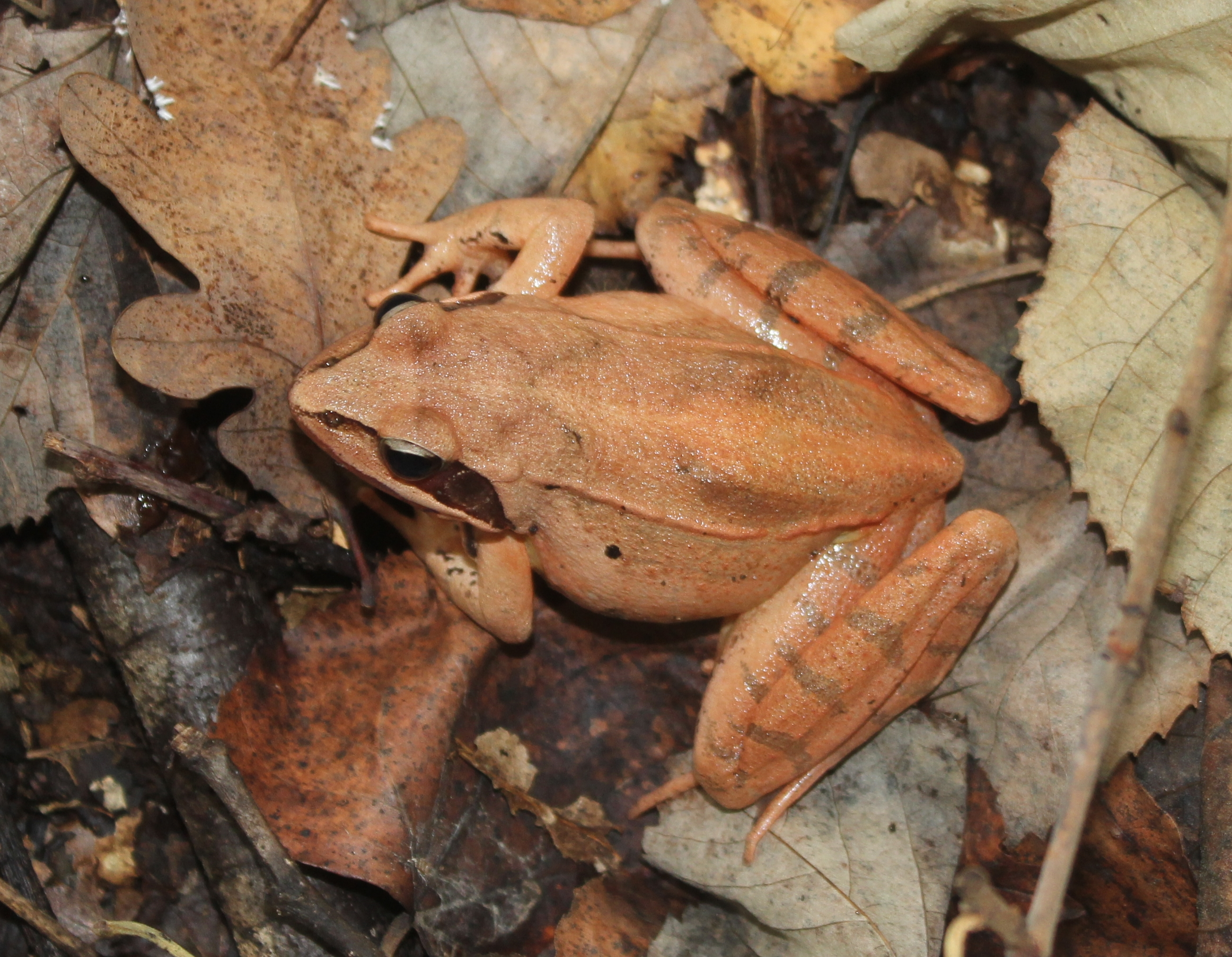
У районі Ізміту, Туреччина

У виборі біотопів прудка жаба віддає перевагу розрідженим широколистяним лісам із розрідженим підліском, включно із заплавними острівними дубовими масивами, галявинами, вирубками, відкритими схилами, порослими чагарниками. Хвойних лісонасаджень, відкритих лук та окультурених ландшафтів (пасовища, поля тощо) зазвичай уникає. В горах відомі знахідки на висоті до 1500  м над рівнем моря. Як сховища використовує природні заглибини в ґрунті та чагарники.
У Молдовії  зустрічається в лісових і лісостепових районах, населяючи різноманітні більш-менш вологі біотопи, але віддає перевагу лісах, лісосмугам, заболоченим лукам із високою трав'янистою рослинністю. Зрідка зустрічається в культурних ландшафтах, але тільки поблизу водойм, оточених природною рослинністю. Сховищами їй слугують густі зарості, купи хворосту і листя, низькі дупла тощо.
Жаба прудка — відносно нечисленний в Україні вид і в період нересту його чисельність у водоймах становить 3—8 ос. на 100 м берегової лінії. По закінченні сезону розмноження (червень–липень), вони полишають водойми і їхня чисельність на 100 м маршруту становить близько 0,3—2 ос. В окремих районах є досить звичайним видом: в околицях Ужгорода у вересні на прогрітих, зарослих чагарником, схилах щільність популяції досягає 100—150 ос./га.
Внаслідок розчищення вирубок і розорювання земель, а також забруднення і пересихання водойм чисельність жаби на території рівнинного Закарпаття протягом останніх десятиліть скоротилася майже в 4 рази. В той же час, у межах Буковини раніше рідкісний вид земноводних тепер став відносно звичайним..
У Молдові жаба прудка – найпоширеніший вид бурих жаб. Найвища щільність популяції відмічається в районі Кодр, особливо в Реденському лісі Унгенського району, де багато струмків і заболочених місць.

## Активність
Із зимової сплячки виходить пізніше інших видів жаб, у північній частині ареалу — в кінці березня — середині квітня чи навіть на початку травня. Весняна поява жаб в Закарпатті звичайно припадає на початок — середину березня й залежить від особливостей весняних температур та висоти місцевості (у передгірях — наприкінці березня). У цей період їх відзначають на нерестилищах в околицях Ужгорода при температурі води +10 °С. Нижня межа температури води, при якій реєстрували шлюбні крики R. dalmatina в північній Греції становить +4 °С, верхня — близько +13 °С.
За винятком короткого періоду перебування в нерестових водоймах, жаби ведуть наземний спосіб життя. Характер добової активності залежить від сезону року. Так, під час нересту ці амфібії активні цілодобово, а після його закінчення — у першу половину дня (при підвищеній до 75 % і більше вологості — цілий день) і в присмерку. Найбільша активність відзначена при температурах повітря 21—24 °С. Може у великій кількості траплятись після дощу і в похмурні дні. Дуже рухлива, завдяки довгим кінцівкам здатна здійснювати  стрибки довжиною до 1—2 м. На відміну від інших видів бурих жаб обережніша і при небезпеці уходить за кілька метрів від переслідувача.
Відхід на зимівлю звичайно відбувається з падінням температури до 10—15 °С і найчастіше припадає на жовтень, а у передгірських районах, можливо, дещо раніше. Зимують як у водоймах, так і на суші.

## Розмноження. Розвиток

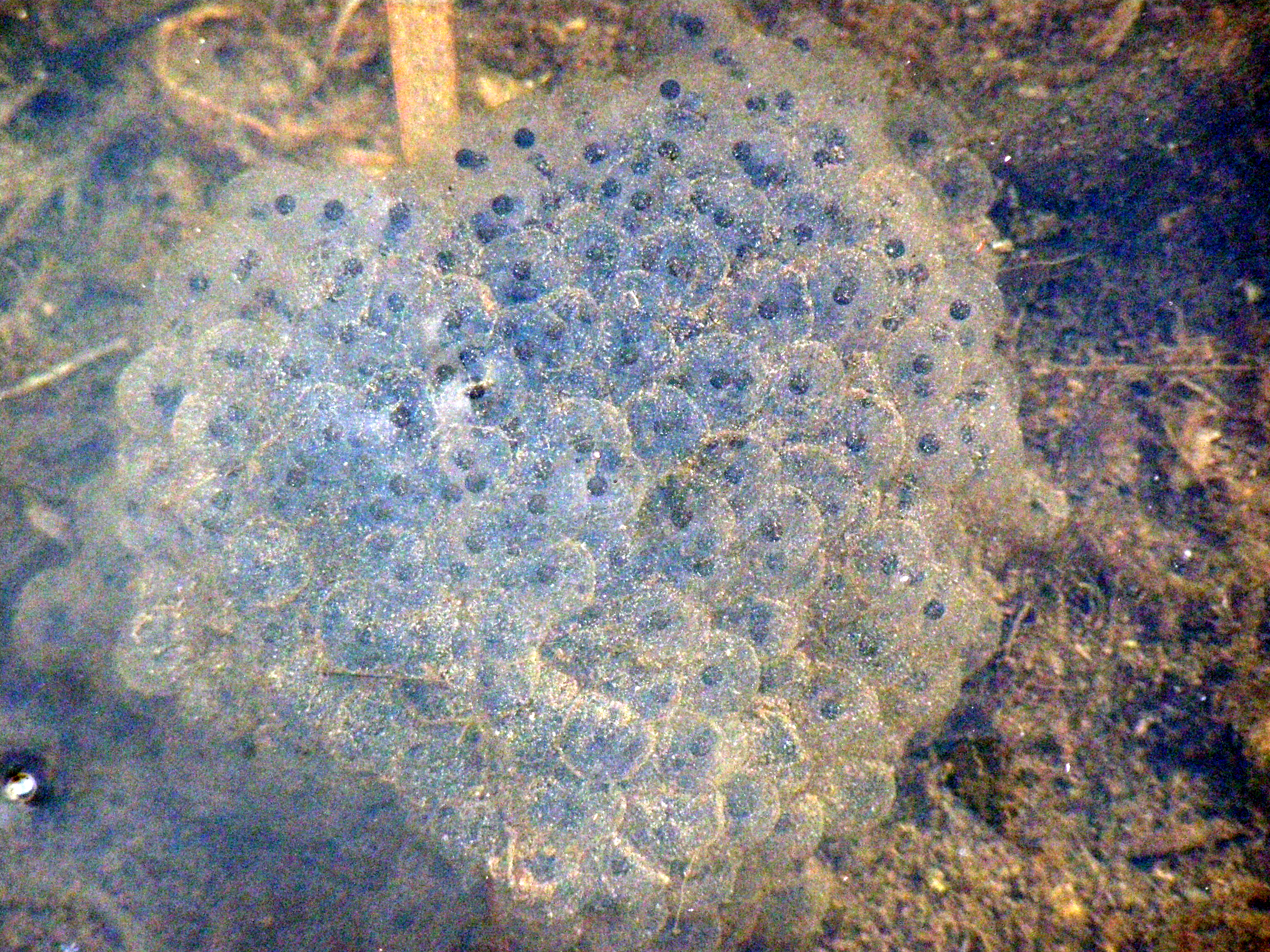
Кладка ікри

Кричать жаби як під водою, так і на поверхні. Крик слабкий. Існують два типи криків: для першого характерно в середньому 32,24 пульсів на крик, для другого — лише 11,25. При підвищенні температури тривалість криків обох типів зменшується, що досягається зменшенням тривалості пульсів, інтервалів між ними, а відтак і всього періоду. Але, з другого боку, кількість пульсів на крик не пов’язане з температурою.
Парування та відкладання ікри після виходу з зимівлі припадає на кінець березня — початок квітня. Великих скупчень на нерестилищах, на відміну від інших видів бурих жаб, жаба прудка не утворює і у водоймах перебуває недовго. Чисельність ікри у кладці, очевидно, невелика, у всякому разі при розтині двох самиць (L. 47,5 мм і 48,0 мм), в їхніх яєчниках відповідно виявлено 847 і 921 ікринок, хоча є відомості, що загальне число відкладених жабою яєць досягає 1400.
У південних регіонах (північна Греція), самці прудких жаб покидають свої зимові сховища у кінці січня — першій половині лютого та мігрують на місця нересту. За день—два там з'являються самиці, парування та відкладання ікри звичайно відбувається того ж дня,щойно самиця з'являється на нерестилищі; репродуктивний період триває 35—55 днів. Діаметр ікринок досягає 3 мм, а разом з оболонками близько 10 мм. Розвиток пуголовків триває 60—90 днів (частіше близько 70 днів). Вихід цьоголіток, довжиною тіла 15—20 мм відбувається в липні — на початку серпня.

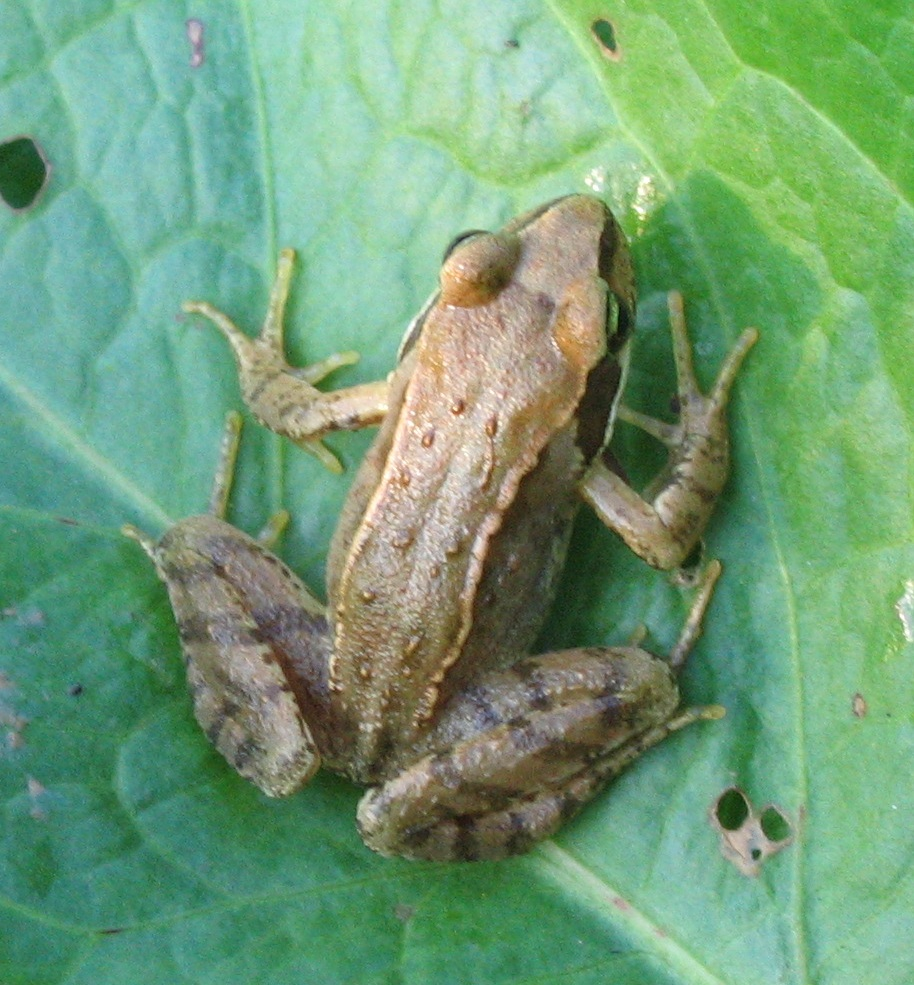
Молода особина

Ікру відкладають окремими грудочками на підводні рослини; ікра на відміну від ікри трав'яних жаб не спливає на поверхню. За даними лабораторних досліджень вихід личинок при температурі води +16 °С відбувається на 10-й день (довжина тіла 12—15 мм); загальний період перед початком метаморфозу становить 55 днів, а довжина пуголовків коливається в межах 52—57(60) мм.
Сучасні дослідження розвитку особин, що зустрічаються на території України, обмежені даними про популяції з околиць Ужгорода. Так, розміри цьоголітків перед зимівлею складають в середньому 27,6 мм, перед другою зимівлею — 36,1 мм і самиць і 40,4 мм в самців. До третьої зимівлі самиці й самці характеризуються середніми розмірами тіла 49,8 і 44,4 мм відповідно, четвертої — 52,7 і 46,5 мм. Приблизно такі самі розміри статевозрілих тварин з північної Греції  — самців 45–65 мм, самиць 50—75 мм. Статева зрілість настає на третьому році життя.
Максимальна тривалість життя тварин обох статей не менше 7 років (тривалість активного періоду становить 36—40 місяців), а відмін у віковій структурі між самцями та самицями немає.

## Живлення
Основу харчового раціону майже повністю складають наземні безхребетні, переважно комахи (98 % зустрічальності) — твердокрилі, перетинчастокрилі, двокрилі, меншу роль відіграють павуки (25 %) і молюски (5 %). Полює майже виключно на суходолі.
Дорослі амфібії в Закарпатті живляться здебільшого наземними групами безхребетних, серед яких провідне місце посідають твердокрилі (туруни, свинки та попики) і в меншій кількості двокрилі, перетинчастокрилі та щипавки.

## Вороги
Дорослі жаби відмічені в складі кормів хижих птахів (Aquila pomarina, Buteo buteo, Falco vespertinus и Bubo bubo). Цьоголіток їдять змії (Natrix natrix) та воронові (Corvus corone и Pica pica).
З паразитів знайдені нематоди Oswaldokruzia sp. та Cosmocerca sp.

## Охорона
Вид занесений до Червоної книги України (охоронна категорія: вразливий вид), а також до Додатку II Бернської конвенції (охоронна категорія: підлягає особливій охороні). На регіональному рівні в Україні занесений до Червоної книги Українських Карпат. На більшій частині ареалу стан природних популяцій виду залишається стабільним. Саме тому він, згідно Червоного списку МСОП, отримав охоронний статус «відносно благополучний вид».
Для збереження і відновлення природних популяцій виду необхідні наступні заходи: 1) моніторинг стану популяцій; 2) заборона обробки лісів пестицидами та обмеження лісогосподарської діяльності в місцях компактного проживання дорослих жаб і розвитку їх личинок..
Окремі природні популяції виду охороняються в межах природно-заповідних територій ряду країн Європи та України, зокрема в Карпатському біосферному заповіднику.

## Систематика
Монотиповий вид. Жаба прудка за своїми морфологічним ознаками подібна до жаби гостромордої довгоногої (Rana arvalis wolterstorffi), яка проживає в Україні, а також із жабою малоазійською (Rana macrocnemis), що поширена на Кавказі.
Порівняння мінливості жаби прудкої з прилученням даних з остеології, зовнішніх морфологічних ознак та результатів генетичного аналізу інших споріднених видів показало, що вони утворюють спільну групу так званих «дрібних» бурих жаб (разом з грецькою Rana graeca та італійською Rana latastei). Представники цих трьох таксонів відділилися від спільного середземноморського стовбура вже після формування предків жаби трав'яної та Rana iberica. Судячи з результатів дослідження, у перше таке відділення була прилучена R. graeca, а вже згодом — R. latastei та жаби прудкої.
Останні дослідження ДНК мітохондрій та ядра підтвердили висновок про те, що прудка жаба — найперший сформований вид із групи бурих жаб (йдеться про види фауни України), виділення якого сталося в ранньому пліоцені близько 3 млн років тому.

## Близькі види
У межах української частини ареалу жабу прудку можна зустріти разом із п'ятьма видами жаб. Від жаби трав'яної відрізняється довгими задніми кінцівками, майже прямими спинно-боковими складками, відсутністю внутрішніх резонаторів і формою шлюбних мозолів у самців, а також забарвленням тіла. Від жаби гостромордої, з довгоногою формою якої її часто плутають, відрізняється дрібним внутрішнім п'ятковим горбиком, відсутністю резонаторів у самців та забарвленням тіла. Від зелених жаб відрізняється темною скроневою плямою.